# Siergiej Ignaszewicz
Siergiej Nikołajewicz Ignaszewicz (cyr. Сергей Николаевич Игнашевич; ur. 14 lipca 1979 w Moskwie) – rosyjski piłkarz grający na pozycji środkowego obrońcy.

## Kariera klubowa
Ignaszewicz urodził się w Moskwie, ale piłkarskie treningi rozpoczął w podmoskiewskim Oriechowie-Zujewie w tamtejszym klubie Spartak Oriechowo. W 1998 roku zadebiutował w jego barwach w Drugiej Dywizji (odpowiednik 3. ligi) i spisywał się na tyle udanie, że awansował z zespołem do Pierwszej Dywizji (odpowiednik 2. ligi). W 1999 Ignaszewicz przeszedł do Krylii Sowietow Samara, jednak w pierwszym sezonie spędzonym w Premier Lidze nie błyszczał. Dopiero w 2000 roku wywalczył miejsce w wyjściowej jedenastce Krylii i wspomógł ją w walce o utrzymanie w lidze.
W 2001 roku Siergiej przeszedł do Lokomotiwu Moskwa i wtedy też wywalczył wicemistrzostwo Rosji. Zadebiutował także w europejskich pucharach – w rozgrywkach grupowych Ligi Mistrzów. W 2002 roku natomiast zajął z Lokomotiwem 2. miejsce, ale zespół miał taką samą liczbę punktów w lidze co CSKA Moskwa i doszło do barażu o mistrzostwo Rosji. W nim lepsi okazali się piłkarze Lokomotiwu, którzy wygrali 1:0, a Ignaszewicz wystąpił przez pełne 90 minut. W 2003 roku Lokomotiw zakończył rozgrywki na 4. pozycji.
Przed rozpoczęciem sezonu 2004 Ignaszewicz zasilił szeregi rywala zza miedzy, CSKA Moskwa. W nim stworzył blok obronny z braćmi-bliźniakami Aleksiejem i Wasilijem Bieriezuckimi, a także Litwinem Deividasem Šemberasem. W tamtym roku sięgnął ze stołecznym klubem po wicemistrzostwo Rosji. Pierwszym sukcesem Siergieja w 2005 roku było zdobycie Pucharu UEFA – Ignaszewicz wystąpił w wygranym 3:1 finale ze Sportingiem. W tym samym roku wywalczył inne sukcesy: mistrzostwo Rosji oraz Puchar Rosji. W 2006 roku kolejnym osiągnięciem Siergieja był drugi z rzędu dublet: mistrzostwo plus krajowy puchar. Był długoletnim kapitanem drużyny CSKA. W 2008 roku został z kolei wicemistrzem kraju, a także zdobywcą krajowego pucharu.
W maju 2018 zakończył klubową karierę.
| Sezon     | Klub                   | Kraj  | Rozgrywki       | Mecze | Bramki |
| --------- | ---------------------- | ----- | --------------- | ----- | ------ |
| 1998      | Spartak Oriechowo      | Rosja | Wtoroj diwizion | 17    | 0      |
| 1999      | Krylja Sowietow Samara | Rosja | Priemjer-Liga   | 6     | 1      |
| 2000      | Krylja Sowietow Samara | Rosja | Priemjer-Liga   | 25    | 1      |
| 2001      | Lokomotiw Moskwa       | Rosja | Priemjer-Liga   | 23    | 0      |
| 2002      | Lokomotiw Moskwa       | Rosja | Priemjer-Liga   | 28    | 1      |
| 2003      | Lokomotiw Moskwa       | Rosja | Priemjer-Liga   | 24    | 3      |
| 2004      | CSKA Moskwa            | Rosja | Priemjer-Liga   | 22    | 1      |
| 2005      | CSKA Moskwa            | Rosja | Priemjer-Liga   | 22    | 5      |
| 2006      | CSKA Moskwa            | Rosja | Priemjer-Liga   | 26    | 2      |
| 2007      | CSKA Moskwa            | Rosja | Priemjer-Liga   | 26    | 3      |
| 2008      | CSKA Moskwa            | Rosja | Priemjer-Liga   | 28    | 4      |
| 2009      | CSKA Moskwa            | Rosja | Priemjer-Liga   | 29    | 3      |
| 2010      | CSKA Moskwa            | Rosja | Priemjer-Liga   | 28    | 2      |
| 2011      | CSKA Moskwa            | Rosja | Priemjer-Liga   | 30    | 5      |
| 2011-2012 | CSKA Moskwa            | Rosja | Priemjer-Liga   | 38    | 5      |
| 2012-2013 | CSKA Moskwa            | Rosja | Priemjer-Liga   | 28    | 0      |
| 2013-2014 | CSKA Moskwa            | Rosja | Priemjer-Liga   | 30    | 2      |
| 2014-2015 | CSKA Moskwa            | Rosja | Priemjer-Liga   | 30    | 0      |
| 2015-2016 | CSKA Moskwa            | Rosja | Priemjer-Liga   | 25    | 3      |
| 2016-2017 | CSKA Moskwa            | Rosja | Priemjer-Liga   | 24    | 4      |
| 2017-2018 | CSKA Moskwa            | Rosja | Priemjer-Liga   | 25    | 1      |

## Kariera reprezentacyjna
W reprezentacji Rosji Ignaszewicz zadebiutował 21 sierpnia 2002 roku w zremisowanym 1:1 towarzyskim spotkaniu ze Szwecją. Brał udział w eliminacjach do Euro 2004, ale na sam turniej nie pojechał. Od czasu kwalifikacji do Mistrzostw Świata w Niemczech jest podstawowym zawodnikiem „Sbornej”. Zajął z nią 3. miejsce na Euro 2008.
W lipcu 2018 r. po Mistrzostwach Świata 2018 w Rosji zakończył piłkarską karierę.

### Bramki w reprezentacji
| #  | Data                 | Miejsce                             | Przeciwnik  | Bramka | Rezultat | Rozgrywki                         |
| -- | -------------------- | ----------------------------------- | ----------- | ------ | -------- | --------------------------------- |
| 1. | 7 czerwca 2003       | St. Jakob-Park, Bazylea, Szwajcaria | Szwajcaria  | 2:1    | 2:2      | Eliminacje Euro 2004              |
| 2. | 7 czerwca 2003       | St. Jakob-Park, Bazylea, Szwajcaria | Szwajcaria  | 2:2    | 2:2      | Eliminacje Euro 2004              |
| 3. | 6 września 2003      | Lansdowne Road, Dublin, Irlandia    | Irlandia    | 1:1    | 1:1      | Eliminacje Euro 2004              |
| 4. | 9 września 2009      | Millennium Stadium, Cardiff, Walia  | Walia       | 1:2    | 1:3      | Eliminacje Mistrzostw Świata 2010 |
| 5. | 11 października 2011 | Stadion Łużniki, Moskwa, Rosja      | Andora      | 2:0    | 6:0      | Eliminacje Mistrzostw Europy 2012 |
| 6. | 3 września 2014      | Ariena Chimki, Chimki, Rosja        | Azerbejdżan | 3:0    | 4:0      | Mecz towarzyski                   |
| 7. | 18 listopada 2014    | Groupama Aréna, Budapeszt, Węgry    | Węgry       | 1:0    | 2:1      | Mecz towarzyski                   |
| 8. | 9 października 2015  | Stadion Zimbru, Kiszyniów, Mołdawia | Mołdawia    | 1:0    | 2:1      | Eliminacje Mistrzostw Europy 2016 |

## Kariera trenerska
W czerwcu 2019 został trenerem Torpedo Moskwa, jednak ze względu na brak licencji UEFA Pro nie mógł formalnie prowadzić zespołu w meczach, dlatego de facto szkoleniowcem był Nikołaj Sawiczew. W czerwcu 2020 Ignaszewicz rozpoczął szkolenie UEFA Pro, dzięki czemu mógł oficjalnie objąć posadę. W październiku 2021 został trenerem Bałtiki Kaliningrad.

## Odznaczenia
- Order Honoru – 2018[5]